# Jason Colby
Jason Colby (* 30. März 2006) ist ein US-amerikanischer Skispringer.

## Werdegang
Colby nahm seit 2016 an Jugendspringen statt. Am 16. Dezember 2022 gab er in Notodden sein Debüt im FIS Cup, wurde aber disqualifiziert. Am 15. Oktober 2023 gelang dem US-Amerikaner mit einem dritten Platz beim FIS-Cup-Wettbewerb in Râșnov seine erste Podestplatzierung bei einem internationalen Ausscheid. Am 4. Februar 2024 sprang er erstmals im Continental Cup und konnte als 22. auf Anhieb Punkte erzielen. Dreizehn Tage später folgte in Sapporo sein erster Einsatz bei einem Weltcup-Springen. Am 30. November 2024 erzielte Colby in Ruka seine ersten Weltcup-Punkte. Er war außerdem Teilnehmer der Olympischen Jugend-Winterspiele 2024 sowie der Nordischen Junioren-Skiweltmeisterschaften 2024 und 2025. Bei letzteren gewann er gemeinsam mit Tate Frantz, Henry Loher und Bryce Kloc die Bronzemedaille im Mannschaftsspringen sowie mit Frantz, Josie Johnson und Sandra Sproch Silber im Mixed-Team.

## Statistik

### Weltcup-Platzierungen
| Saison  | Platz | Punkte |
| ------- | ----- | ------ |
| 2024/25 | 56.   | 011    |

### Grand-Prix-Platzierungen
| Saison | Platz | Punkte |
| ------ | ----- | ------ |
| 2024   | 67.   | 013    |